# Ceratostylis pendula
Ceratostylis pendula är en orkidéart som beskrevs av Joseph Dalton Hooker. Ceratostylis pendula ingår i släktet Ceratostylis och familjen orkidéer. Inga underarter finns listade i Catalogue of Life.